# Бохумил Храбал
Бохумил Храбал (на чешки: Bohumil Hrabal) е сред най-издаваните и четени чешки писатели на ХХ век. Носител е на почетното звание „Заслужил артист на Чехословакия“ (1989).
Произведенията му са превеждани на близо 30 езика, като популярността им се дължи в немалка степен на режисьора Иржи Менцел, който филмира много от тях. Сред най-известните екранизации на И. Менцел са „Строго охранявани влакове“ (1966) по едноименната новела и „Обслужвал съм английския крал“ (2006), създаден по едноименния роман.

## Биография
Роден е на 28 март 1914 г. в Жиденице (на чешки: Židenice), днес квартал на Бърно. Студент е в Юридическия факултет на Карловия университет в Прага (1935 – 1939), но също така посещава лекции по история на изкуството, литературна история и философия във Философския факултет.
По онова време пише първите си литературни произведения (стихотворения и разкази). През 1940 г., когато германците затварят висшите училища в Чехословакия, работи като писар в нотариална кантора и като складкар. По-късно сменя още няколко професии в чешките железници, работи като железопътен строител, завършва курс и започва работа като стрелочник.
След войната се завръща в Прага и завършва право (1946), но се отказва от кариерата на юрист. В периода 1946 – 1947 г. работи като застрахователен агент, а по-късно и като търговски пътник с дрогерийни стоки в известната по онова време пражка фирма „К. Х. Клофанда“. През 1949 г. започва работа в металургична фабрика в Кладно, където през 1952 г. претърпява тежка злополука и се лекува почти една година. Завръща се отново в завода, където се занимава с пакетиране на хартиени отпадъци, които се преработват като вторични суровини. Тази професия позволява на Бохумил Храбал да чете забранявани от официалната власт заглавия, чиито тиражи се изпращат за унищожаване.
Между 1959 и 1961 г. работи в Либенския театър „Станислав Костка Нойман“ (квартал Либен, Прага), където подготвя декори и участва в някои от представленията като статист. От 1963 г. е писател на свободна практика, през същата година излиза първата му книга, разказите „Перличка на дъното“.
Храбал умира на 3 февруари 1997 г. в болницата Bulovka в Прага, когато се е опитвал да нахрани гълъби от прозореца и пада от 5-ия етаж. Предполага се, че може да се е самоубил, тъй като подобно падане е описано в някои негови произведения. Лекар от болницата е убеден, че става дума за самоубийство.
Урната с праха му е погребана в семейна гробница в Храдищко, окръг Нимбурк. Според неговото желание е погребан в дъбова урна с надпис „Pivovar Polná“ („Пивоварна „Полна“) – пивоварната, в която са се срещали майка му и вторият му баща.

## Творчество
В литературния живот на Чехия името на Бохумил Храбал не се свързва с програмата на никоя литературна група или сдружение. От особено значение за неговото развитие като писател е приятелството му с чешкия поет и музикант Карел Мариско, с когото през 1945 г. пише програмния текст „Манифест на неопоетизма“. През 1950-те години се сближава с чешкия писател и художник Иржи Коларж, с писателите Иржи Вайл, Йозеф Хиршал и литературния критик Емануел Фринта. Важен епизод в неговия живот е съжителството с писателя и философа Егон Бонди (псевдоним на Збинек Фишер) и графика Владимир Боудник, които приютява в жилището си в крайния тогава пражки квартал Либен. Артистичната комуна в Либен и съжителството на тримата автори е пресъздадена по-късно в новелата „Нежният варварин“ на Бохумил Храбал (1974).
След 1968 г. много от книгите на Бохумил Храбал могат да се публикуват след намесата на официалната цензура. Същевременно друга част от неговите текстове, които не са одобрени за печат в Чехословакия, се разпространяват в нелегалната мрежа на самиздата. Задграничните емигрантски издателства, издаващи независима чешка литература, публикуват много от произведенията му на чешки език зад граница. Тиражите на художествените текстове, издавани зад граница, не надхвърлят няколкостотин броя (за поезия), понякога достигат до 3000 (разкази и романи). Заглавията в самиздат се преписват най-често на пишещи машини, а от 1980-те години се размножават с употребявана копирна техника. Тиражите на самиздатските книги са между няколко десетки и няколкостотин екземпляра. Бохумил Храбал е сред малкото чешки автори, който със своя роман „Обслужвал съм английския крал“ (1971) надхвърля традиционните тиражи на самиздата. Книгата е преписана или копирана няколко хиляди пъти и предполагаемият тираж на романа е около 7000 броя.
През януари 1975 г. официозният литературен седмичник „Творба“ публикува интервю с Бохумил Храбал. Редакцията в изданието променя част от текста без знанието на автора и декларира от негово име безрезервна подкрепа на културната политика на тоталитарния режим. Оттогава Бохумил Храбал си спечелва открити противници в средите на чешкия литературен ъндърграунд, сред така наречените „дългокоси“. Много скоро след интервюто от 1975 г. публично изгарят книги на Храбал от личните си библиотеки в знак на протест срещу политическата му позиция. Писателят „знаел, че не го обича нито естаблишментът (въпреки че го използва като експортен артикул или реклама), нито създаващият се „естаблишмент в сянка“ (според него не бил достатъчно героичен)“, обобщава чешкият писател и философ Егон Бонди. Обществената позиция на Бохумил Храбал през 1970-те години продължава да бъде противоречива, тъй като подписва „Антихарта“ (в защита на официалния режим в Чехословакия), който е реакция срещу Харта 77 и е подписан от десетки хора на изкуството в знак на подкрепа на тоталитарната власт. До началото на 1990-те години книгите на Бохумил Храбал в Чехословакия излизат от печат след намесата на официалната цензура. Независимо от промените в отделните негови текстове, Бохумил Храбал си остава най-четеният и популярният чешки писател на 1970-те и 1980-те години.